# Meunet-sur-Vatan
Meunet-sur-Vatan je francouzská obec v departementu Indre v regionu Centre-Val de Loire. V roce 2010 zde žilo 197 obyvatel.

## Vývoj počtu obyvatel
Počet obyvatel 